# 교황 식스토 1세
교황 식스토 1세(라틴어: Sixtus I, 이탈리아어: Sisto I)는 제7대 교황(재위: 117년 - 126년)이다. 기독교 역사상 식스토(라틴어로 여섯 번째라는 뜻)라는 이름에 걸맞게 실제로 그는 성 베드로 이후 여섯 번째 교황이다. 하지만 성 베드로까지 포함하면 일곱 번째 교황에 해당되기 때문에 식스토라는 이름은 사실 적합하지가 않다. 게다가 옛 문헌들에서는 그의 이름을 식스토(Sixtus)가 아니라 ‘면도한’을 의미하는 그리스어 시스토(Xystus)로 기록하고 있다. 그래서 식스토라는 이름은 사실 시스토를 잘못 표기한 것이 아닌가 하는 추측이 있다.
식스토 1세는 로마 태생으로 파스토르(Pastor)라는 남자의 아들로 태어났다. 《교황 연대표》에 따르면, 식스토 1세는 다음과 같은 세 가지 법령을 제정하였다.
- 첫째, 성직자가 아닌 사람은 미사 때 사용하는 제구를 절대로 만져서는 안 된다.
- 둘째, 교황에게 소환당한 주교들은 자신의 교구로 돌아갔을 때 교황의 증명 서한을 교구민들에게 제시하지 못할 경우에는 영접을 받지 못한다.
- 셋째, 미사 중에 상투스를 집전 사제와 회중이 함께 노래로 부른다.

식스토 1세는 순교한 것으로 전해지지만 확실하지 않으며, 그의 유해는 대부분의 선임자들과 마찬가지로 초대 교황인 성 베드로의 무덤 인근에 안장되어 있다고 전해지고 있다. 알반 버틀러에 의하면, 교황 클레멘스 10세가 성 식스토 1세의 유해 가운데 일부를 레츠 추기경에게 주었으며, 레츠 추기경은 자신이 받은 성 식스토 1세의 유해를 로렌의 생미셸 수도원에 안치했다고 한다. 가톨릭 미사 전문 중에 성찬 감사 기도 부분에서 언급되는 식스토는 식스토 1세가 아니라 식스토 2세이다.
사후 성인으로 시성되었으며, 축일은 4월 3일이다.

## 같이 보기
- 교황 목록